# レーゲンスブルク - パッサウ線
レーゲンスブルク - パッサウ線 (レーゲンスブルク - パッサウせん、ドイツ語: Bahnstrecke Regensburg-Passau) はドイツ連邦共和国バイエルン州レーゲンスブルクとパッサウを結ぶ幹線鉄道であり、オーストリアと東南ヨーロッパ方面の連結線として南部ドイツで重要な鉄道路線と分類されている。全区間は複線化・電化されている。

## 沿線概況
レーゲンスブルク - パッサウ線はオーバートラウビング駅までミュンヘン - レーゲンスブルク線と線路を共有する。列車はオーバートラウビング駅を通過して、すぐ東南方向に走行する。ゴイボーデン地帯の通過後列車はプラットリング駅に到着する。イーザル川の橋梁は花崗岩橋脚上の鉄鋼トラス橋で、長さは水門を含めて318 mである。プラットリングの洪水地帯で2-3 m高さの土手道及び10個所の橋梁が建設されている。
フィルスホーフェン - パッサウ区間で列車は斜面の獅子壁 (Löwenwand) とドナウ河の間に国道8号と平行に走る。土手道は国道より3 mまで高く構築され、ドナウ河の曲流に沿っている。列車は曲線でシャルディング橋へ通じるアウトバーン3号の下を横切ってパッサウ中央駅に至る。

## 歴史
バイエルン王国は1850年代まで鉄道なきの東バイエルンを開拓する目的で鉄道敷設を新生のバイエルン東部鉄道株式会社 (Actiengesellschaft der Bayerischen Ostbahnen) に任せた。1856年4月12日東部鉄道はその地域の鉄道建設と運営の免許を取った。バイエルン王国は1851年から特定な経路を計画して、東部鉄道に指示した。ミュンヘン - ランツフト - ガイゼルホェーリング区間は1859年12月12日レーゲンスブルク及びシュトラウビングまで延伸された。1860年9月20日シュトラウビング - パッサウ区間は開通して、翌年9月開通したオーストリアのエリーサベト皇后鉄道でこの路線はリンツ及びウィーンまで連結された。
1873年までレーゲンスブルク発パッサウ行き列車はガイゼルホェーリング駅を経由して、そこで方向転換をせねばならなかった。同年7月1日ジュンヒング - シュトラウビング区間は直接連結され、路線距離と運行時間は大分短縮された。1875年4月15日の法律により、この路線は東部鉄道の国有化でバイエルン王立鉄道により運営されることになった。1880年ガイゼルホェリング - ジュンヒング区間は廃止され、1896年9月ガイゼルホェリング - シュトラウビング連結線はガイゼルホェリング - ラドルドルフ区間の新線により置き換わった。複線化は1894年3月3日の法令の根拠で行われた。
1959年7月1日から電気運転はこの路線で実現されている。ドイツ連邦交通計画1985年ではニュルンベルク - パッサウ区間改修プロジェクトに関して1億5000万マルクの投資金は配当された。2008年末ドイツ鉄道は即刻実行プログラムの港湾内陸交通 (Sofortprogramm Seehafen-Hinterlandverkehr) を企画した。その一環として28個所の信号機が改めて設置され、それで線路の容量が増えた。

## 運行形態
夜行列車はオーストリア連邦鉄道のナイトジェットで、この路線を経由するが、パッサウ中央駅以外では停車しない。
- ICE 91: フランクフルト - ヴュルツブルク - ニュルンベルク - レーゲンスブルク - プラットリング - パッサウ - リンツ - ザンクトポェルテン - ウィーン。120分間隔。使用車両はICE T。
- ICE 31: ハムブルク - ブレーメン - ドルトムント - ケルン - コブレンツ - マインツ - フランクフルト - ニュルンベルク - レーゲンスブルク - シュトラウビング - プラットリング - パッサウ。1日一往復。
- IC 17: ウィーン - ザンクトポェルテン - リンツ - ヴェルス - パッサウ - プラットリング - シュトラウビング - レーゲンスブルク - ニュルンベルク - バンベルク - ザールフェルト - イェーナ・パラディース - ベルリン - ロストック - ヴァルネミュンデ。1日一往復。使用車両はKISS。

レーゲンスブルク - ジュンヒング区間はレーゲンスブルク運輸連合（Regensburger Verkehrsverbund、RVV）の領域である。フィルスホーフェン - パッサウ区間ではドナウ森運賃連合 (Verbundtarif DonauWald, VDW) の運賃制が適用されている。
- 快速列車 (RE 3) : ドナウ＝イーザル急行。ミュンヘン - ランツフート - プラットリング - オスターホーフェン (ニーダーバイエルン) - フィルスホーフェン (ニーダーバイエルン)  - パッサウ。60分間隔。使用車両は1462形電車。かつてはDB440形電車あるいは146形電気機関車と二階建客車が運用された。
- 快速列車 (RE 50) : プラットリング - シュトラースキルヒェン - シュトラウビング - ジュンヒング - オーバートラウビング - レーゲンスブルク - パースベルク - ノイマルクト - ニュルンベルク。120分ごとに運行。アギリス鉄道運営[10]。使用車両はミレオ。
- 普通列車 (RB 17) : プラットリング - シュトラースキルヒェン - シュトラウビング - ラドルドルフ - ジュンヒング - オーバートラウビング - レーゲンスブルク - ザール - ノイシュタット - インゴルシュタット（- インゴルシュタット北駅）。120分ごとに運行（週末にウルム方面運行）。アギリス鉄道運営[11]。使用車両はコラディア・コンチネンタル。
- 普通列車 (RB 32) : ノイファーン - ラドルドルフ - シュトラウビング - ボーゲン。60分間隔。使用車両はDB628形気動車。